# Усман Мане
Усман Мане ((фр. Ousmane Mané), нар. 1 жовтня 1990, Діурбель, Сенегал) — сенегальський футболіст, воротар клубу «Діамбарс» та збірної Сенегалу.

## Клубна кар'єра
Мане розпочав свою кар'єру в молодіжній академії клубу «АС Пікін». У цьому клубі він виступав допоки йому не виповнилося 14 років. На початку 2004 року переїхав до клубу «Діамбарс ді Салі Дюрбель». У сезоні 2007/08 років дебютував за головну команду, а в 2011 році у складі клубу здобув путівку до Ліги 1. Після того, як Уман відіграв 5 поєдинків у складі національної збірної, у вересні 2012 року він відправився на перегляд до Франції, в «Аяччо». Проте французький клуб з Ліги 2 так і не зміг домовитися з Мане щодо особистого контракту, отож Усман змушений був залишитися в складі «Діамбарс».

## Кар'єра в збірних
Влітку того ж року Мане взяв участь в Олімпійських іграх у Лондоні. На турнірі він зіграв в матчах проти команд ОАЕ, Уругваю, Великої Британії та Мексики.
2 червня 2012 року в відбірковому матчі до Чемпіонату світу 2014 проти збірної Ліберії Мане дебютував за збірну Сенегалу.